# Chelonus smirnovi
Chelonus smirnovi är en stekelart som beskrevs av Telenga 1953. Chelonus smirnovi ingår i släktet Chelonus och familjen bracksteklar. Inga underarter finns listade i Catalogue of Life.